# Шепетівська міська територіальна громада
Шепетівська міська територіальна громада — територіальна громада в Україні, в Шепетівському районі Хмельницької області. Адміністративний центр — місто Шепетівка.
Площа громади — 172,976 км², населення — 43 677 осіб (2019).
Утворена 12 червня 2020 року шляхом об'єднання Шепетівської міської ради обласного значення та Плесенської сільської територіальної громади Шепетівського району.

## Населені пункти
До складу громади входять 1 місто (Шепетівка) і 3 села:
- Жилинці
- Плесна
- Пліщин